# Kankí
Kankí es una comunidad del Municipio de Tenabo, lugar donde se encuentran yacimientos de la  de la civilización maya. Cuenta con 183 habitantes de conformidad con el conteo 2005 del INEGI; Kankí en idioma maya es el nombre de un arbusto silvestre que produce flores amarillas.

## Kankí Prehispánico
Kankí es el nombre maya de un arbusto silvestre. que produce abundantes florecillas amarillas. El sitio fue reportado por Pollock en mayo de 1940, quien lo encontró durante sus exploraciones por la región Puuc del Estado de Campeche.
El poblamiento de la zona de Kankí.data del año 50 d. C., momento que se estima  la expansión de la zona del Camino Real, época en la cual se inician los trabajos en cerámica y se construyen plataformas con estructuras de piedra con techo de guano y que al parecer tuvo su máximo esplendor entre los años 500 y 600 en el periodo clásico temprano.

En el centro de la zona se encuentra un palacio de dos niveles y restos de construcciones con rasgos arquitectónicos  de estilo Puuc. En este palacio se encontró un par de dinteles grabados. La magnificencia de su arquitectura resalta por la vegetación que la rodea. Está compuesto por diez patios, numerosos chultunes y  plataformas bajas, así como la Estructura I o Palacio, la más importante del sitio.